# Melicertissa rosea
Melicertissa rosea är en nässeldjursart som beskrevs av Bouillon 1984. Melicertissa rosea ingår i släktet Melicertissa och familjen Laodiceidae. Inga underarter finns listade i Catalogue of Life.